# 翁施利特广场
翁施利特广场（直译为牛油广场，Unschlittplatz）是德国纽伦堡的一个广场。其周围的中世纪建筑群，是纽伦堡老城区南部最重要的历史景点之一，也是纽伦堡历史之路的一站。

## 地理位置
翁施利特广场位于佩格尼茨河南岸的洛伦茨老城区，北面是马克斯桥（Maxbrücke）和刽子手桥（Henkersteg），南面是卡尔-格里伦贝格尔街（Karl-Grillenberger-Straße）。

## 名称
广场得名于其东侧的牛油房子（Unschlitthaus）。它原是这座城市在15世纪建造的七个谷仓之一。垄断管理牛脂的机构曾设于此处。所有的屠夫都必须把废脂肪卖到那里去。在19世纪之前，牛脂作为蜡烛、马车润滑和制鞋的原材料，非常重要。

## 历史建筑
翁施利特广场拥有纽伦堡市为数不多的幸存的中世纪历史建筑群之一。